# Sei lezioni sulla storia
Sei lezioni sulla storia è un'opera di metodologia storica di Edward Carr: consiste in un volume che raccoglie sei lezioni tenute dal 1960 dallo stesso storico all'Università di Cambridge. Per Edward Carr,  come pure per Marc Bloch, lo studio della storia prevede una stretta relazione tra presente e passato. Lo storico, grazie a questa consapevolezza, può comprendere il passato e aumentare il proprio dominio sul presente. Emerge una certa fede nel progresso storico: tale progresso può esser agevolato solamente dall'interpretazione e dalla razionalizzazione delle fonti.

## Edizioni italiane
- Edward Hallet Carr, Sei lezioni sulla storia, Collana Saggi n.377, Einaudi, Torino, I ed. 1966.
- id., Sei lezioni sulla storia, Collana Piccola Biblioteca n.98, Einaudi, Torino, 1973.
- id., Sei lezioni sulla storia. A cura di R.W. Davies, trad. Carlo Ginzburg e P. Arlorio, Collana Piccola Biblioteca.Nuova serie, Einaudi, Torino, 2000, ISBN 978-88-06-15481-3.